# ジョン・ベルーシ
ジョン・アダム・ベルーシ（John Adam Belushi, 1949年1月24日 - 1982年3月5日）は、アメリカ合衆国の俳優、コメディアン、ミュージシャン。『サタデー・ナイト・ライブ』で人気を獲得し、他には『ブルース・ブラザース』のジェイク・ブルース役などで知られる。

## プロフィール

### 生い立ち
アルバニア系移民の子としてシカゴで生まれる。弟は俳優のジェームズ・ベルーシ。南イリノイ大学カーボンデール校時代はアメリカンフットボールのラインバッカーとして活躍。仲間とレイブンズ (Ravens) というロックバンドを結成し、地元のインディーズレーベルからレコードをリリースした。

### デビュー
南イリノイ大学を中退後、1971年にシカゴの即興コメディー劇団「ザ・セカンド・シティ」に出演し人気を博す。その後、ニューヨークのオフ・ブロードウェイのコメディショー「ナショナル・ランプーン・レミングス (national Lampoon:Lemmings) 」に進出し、ウッドストック・フェスティバルをパロディ化した舞台でジョー・コッカーの歌真似を披露する。また、1973年から1975年にかけて出演したラジオ番組「ナショナル・ランプーン・ラジオ・アワー」では、番組の構成や新人のスカウトも任される。この頃、セカンド・シティのトロント支部にいたダン・エイクロイドと親しくなる。

### スター
1975年に始まったNBCのコメディー番組『サタデー・ナイト・ライブ』に、チェビー・チェイスやビル・マーレイらとともにオリジナル・メンバーの1人として出演。マーロン・ブランド、エリザベス・テイラー、キッシンジャー国務長官などの物真似、『用心棒』をパロディにした「サムライ (Samurai Futaba) 」シリーズ、「ギリシャ料理店のオーナー」などのアナーキーでハイテンションな芸風により人気を博した。
1978年に公開された『アニマル・ハウス』は低予算作品ながら大ヒットを記録し、主演のベルーシは「ニューズウィーク」の表紙に登場するなど映画スターとしても名を上げる。以後も『1941』や『Oh!ベルーシ絶体絶命』など複数のコメディ作品に主役や重要な脇役として出演し、アクが強く個性的な役柄を演じられる俳優として高い人気を誇った。
ダン・エイクロイドと結成したバンド、ブルース・ブラザーズでは、兄の"ジョリエット"・ジェイク役でメインボーカルを担当。本人は元々ハードロックやヘヴィメタルの愛好家だったが、ブルースシンガーとして味わいのある歌声を聞かせた。バンドは「サタデー・ナイト・ライブ」への出演、ファーストアルバム『ブルースは絆』の全米ナンバー1ヒット、映画『ブルース・ブラザース』（1980年）の公開などにより、世界的な知名度を獲得した。1981年には『ブルース・ブラザース』のプロモーションのためエイクロイドと共に来日し、吉祥寺にあるライブハウスを訪れて日本人バンドとのセッションも行った。

### 死去
人気絶頂期の1982年3月5日に、薬物の過剰摂取により、ロサンゼルス、ハリウッドの高級ホテル「シャトー・マーモント・ホテル・アンド・バンガローズ (Chateau Marmont Hotel) 」の客室内で死去。33歳没。スピードボール（コカインとヘロインの混合物）の乱用が原因とされる。
亡くなる前には映画数本への出演予定があり、その中にはエイクロイドが脚本を書いた大ヒット作『ゴーストバスターズ』（1984公開）も含まれていた。作中に登場するスライマー（緑色のモンスター）のモデルはベルーシである。
1984年、ピューリッツァー賞を受賞したジャーナリストのボブ・ウッドワードは、ベルーシのドラッグに溺れた役者人生を描いたノンフィクション『Wired:The Short Life and Fast Times of John Belushi』（邦題『ベルーシ殺人事件』）を発表した。1989年には、この本をベースにした映画『Wired』（邦題『ベルーシ／ブルースの消えた夜』）が公開された。
2004年、その功績をたたえてハリウッド・ウォーク・オブ・フェームにプレートが埋め込まれた。
2005年にはベルーシの人生を描いた本「Belushi: A Biography」が、ベルーシの未亡人のJudith Belushi PisanoとTanner Colbyと共著で刊行された。同書のために収録されたインタビューをもとにして、2020年にドキュメント映画『BELUSHI ベルーシ』が製作公開された（監督：R・J・カトラー、日本公開は2021年冬）。

## 出演作品

### 映画
| 公開年 | 邦題 原題                                                | 役名                               | 備考           |
| ------ | -------------------------------------------------------- | ---------------------------------- | -------------- |
| 1978   | モンティ・パイソンの ザ・ラットルズ All You Need Is Cash | ロン・ディクライン                 | テレビ映画     |
| 1978   | アニマル・ハウス Animal House                            | ジョン・"ブルート"・ブルータスキー |                |
| 1978   | ゴーイング・サウス Goin' South                           | ヘクター                           | 日本劇場未公開 |
| 1979   | オールドボーイフレンズ Old Boyfriends                    | エリック・カッツ                   | 日本劇場未公開 |
| 1979   | 1941                                                     | ワイルド・ビル・ケルソー大尉       |                |
| 1980   | ブルース・ブラザース The Blues Brothers                  | “ジョリエット”・ジェイク・ブルース |                |
| 1981   | Oh!ベルーシ絶体絶命 Continental Divide                   | アーニー・スーチャック             |                |
| 1981   | ネイバーズ Neighbors                                     | アール・キース                     |                |
| 2020   | BELUSHI ベルーシ Belushi                                 | ドキュメンタリー映画               |                |

### テレビ
| 放映年    | 邦題 原題                                    | 役名     | 備考                   |
| --------- | -------------------------------------------- | -------- | ---------------------- |
| 1975-1979 | サタデー・ナイト・ライブ Saturday Night Live | 様々な役 | 78エピソード、兼・脚本 |